# Amphoe Pran Buri
Amphoe Pran Buri (Thai: อำเภอปราณบุรี) ist ein Landkreis (Amphoe – Verwaltungs-Distrikt) in der Provinz Prachuap Khiri Khan. Die Provinz Prachuap Khiri Khan liegt im südlichen Teil der Zentralregion von Thailand.

## Geographie
Die benachbarten Amphoe und Gebiete sind (von Norden aus im Uhrzeigersinn): Amphoe Hua Hin, Küste zum Golf von Thailand, Amphoe Sam Roi Yot und die Tanintharyi-Division von Myanmar.
Die Stadt Pran Buri liegt 71 Kilometer nördlich der Provinzhauptstadt Prachuap Khiri Khan und etwa 30 Kilometer südlich des Badeortes Hua Hin. Der Landkreis hat einige Strände, die wegen ihrer friedlichen Atmosphäre bekannt sind.
Die Haupt-Wasserressource des Landkreises ist der Pranburi-Fluss. Der Mangroven-Wald an seiner Mündung in den Golf von Thailand ist vom Waldschutzgebiet Pran Buri (Pran Buri Forest Park) geschützt. Im Park befindet sich ein etwa 1 km langer Strand, welcher von Pinien gesäumt ist. Es gibt im Park auch zahlreiche Lehr-Wanderwege durch Mangroven-Sümpfe.

## Geschichte
Im Königreich Ayutthaya war Mueang Pran eine Stadt (Müang) einer losen Gruppe von Städten in Süd-Siam. Noch während der Regierungszeit von König Mongkut (Rama IV.) hatte der Gouverneur der Mueang Pran volle Autorität über die Verwaltung. Während der Verwaltungsreform von König Chulalongkorn (Rama V.) wurden 1906 die Mueang Pran, Kamnoed Nopphakhun und Prachuap zu einer neuen Mueang Pran Buri zusammengefasst. Ein Verwaltungsgebäude wurde im Tambon Ko Lak (heute im Amphoe Mueang Prachuap Khiri Khan) eingerichtet.
König Vajiravudh (Rama VI.) änderte 1915 den Namen der Provinz von Pran Buri in Prachuap Khiri Khan, da sein Zentrum im früheren Mueang Prachuap lag, die Stadt Pran Buri und der gleichnamige Fluss behielten ihren Namen.

## Wirtschaft
Immer mehr Touristen-Resorts werden gebaut, die als Ausweich-Quartier genutzt werden können, falls Hua Hin zu voll sein sollte.
Im Umland gibt es aber noch immer viele Ananas-Plantagen, auf denen die wohlschmeckendsten Früchte ganz Thailands angebaut werden. Konserven-Fabriken, welche Ananas-Produkte bis nach Deutschland exportieren, gewährleisten kurze Transport-Wege von den Feldern. Weitere landwirtschaftliche Produkte sind zum Beispiel Aloe vera.

## Sehenswürdigkeiten
- Nationalpark Kui Buri (Thai: อุทยานแห่งชาติกุยบุรี) – der 969 km² große Park wurde am  19. Oktober 1989 eröffnet. Sehenswert: einige Wasserfälle und Beobachtung von wilden Elefanten.
- Waldschutzgebiet Pran Buri (Thai: วนอุทยานปราณบุรี) – das 3,17 km² große Schutzgebiet wurde am 30. September 1982 eröffnet. Sehenswert sind der Lehr-Wanderweg („Mangrove Forest Nature Trail“ – ทางเดินศึกษาธรรมชาติป่าชายเลย) und der angrenzende Strand („Pranburi Forest Park Beach“ – ชายหาดวนอุทยานปราณบุรี).

## Verwaltung

### Provinzverwaltung
Der Landkreis Pran Buri ist in sechs Tambon („Unterbezirke“ oder „Gemeinden“) eingeteilt, die sich weiter in 44 Muban („Dörfer“) unterteilen.
| Nr. | Name         | Thai      | Muban | Einw.  |
| --- | ------------ | --------- | ----- | ------ |
| 01. | Pran Buri    | ปราณบุรี    | 07    | 06.930 |
| 02. | Khao Noi     | เขาน้อย    | 07    | 28.404 |
| 04. | Pak Nam Pran | ปากน้ำปราณ | 05    | 14.497 |
| 07. | Nong Ta Taem | หนองตาแต้ม | 12    | 12.193 |
| 08. | Wang Phong   | วังก์พง     | 07    | 11.669 |
| 09. | Khao Chao    | เขาจ้าว    | 06    | 02.601 |

Hinweis: die fehlenden Geocodes 3, 5 und 6 sind zum Amphoe Sam Roi Yot geworden.

### Lokalverwaltung
Es gibt drei Kommunen mit „Kleinstadt“-Status (Thesaban Tambon) im Landkreis:
- Khao Noi (Thai: เทศบาลตำบลเขาน้อย) bestehend aus Teilen des Tambon Khao Noi.
- Pran Buri (Thai: เทศบาลตำบลปราณบุรี) bestehend aus den Teilen der Tambon Pran Buri, Khao Noi, Nong Ta Taem.
- Pak Nam Pran (Thai: เทศบาลตำบลปากน้ำปราณ) bestehend aus Teilen des Tambon Pak Nam Pran.

Außerdem gibt es fünf „Tambon-Verwaltungsorganisationen“ (องค์การบริหารส่วนตำบล – Tambon Administrative Organizations, TAO)
- Pran Buri (Thai: องค์การบริหารส่วนตำบลปราณบุรี) bestehend aus Teilen des Tambon Pran Buri.
- Pak Nam Pran (Thai: องค์การบริหารส่วนตำบลปากน้ำปราณ) bestehend aus Teilen des Tambon Pak Nam Pran.
- Nong Ta Taem (Thai: องค์การบริหารส่วนตำบลหนองตาแต้ม) bestehend aus Teilen des Tambon Nong Ta Taem.
- Wang Phong (Thai: องค์การบริหารส่วนตำบลวังก์พง) bestehend aus dem kompletten Tambon Wang Phong.
- Khao Chao (Thai: องค์การบริหารส่วนตำบลเขาจ้าว) bestehend aus dem kompletten Tambon Khao Chao.